# E Daí?
E daí? é o título de uma canção escrita pelo compositor Dann Nascimento, e gravada por Guilherme & Santiago no álbum "Tudo Tem Um Porquê", lançado em 2010. A canção foi a primeira música de trabalho do álbum e fez um sucesso estrondoso, ficando mais de quatro meses no topo das paradas de sucesso. Segundo a empresa Crowley Broadcast Analysis, que monitora as rádios para informações musicais, "E daí?" foi a música sertaneja mais executada nas rádios de todo o Brasil em 2010, entre janeiro e outubro. É hoje um grande sucesso de Guilherme & Santiago e está presente em todos os seus shows.

## Desempenho nas paradas

### Posições
| País   | Parada (2010)  | Melhor posição |
| ------ | -------------- | -------------- |
| Brasil | Brasil Hot 100 | 1              |